# Filipstad
Filipstad – miasto w Szwecji, siedziba Filipstad w regionie Värmland. Miasto uzyskało prawa miejskie w 1611 roku. 
Obecnie zamieszkiwane jest przez około 6177 mieszkańców. 